# محمد اسحاق الکو
محمد اسحاق الکو (پشتو: محمد اسحاق الکو؛ زادهٔ ۱۹۳۵) حقوقدان، سیاستمدار، و نویسنده اهل افغانستان است.